# Теніс на літніх Олімпійських іграх 1996
Змагання з тенісу у програмі літніх Олімпійських ігор 1996 пройшли на кортах Тенісного центру Стоун-Маунтін у липні-серпні 1996 року. Змагання проводилися під егідою МОК та Міжнародної тенісної федерації (ITF) і входили до турів ATP та WTA.
Починаючи з цього турніру, стали проводити матчі за треті місця. Раніше тенісистам вручали дві бронзові медалі. 

## Підсумки

### Таблиця медалей
| Місце | Країна                | Золото | Срібло | Бронза | Загалом |
| ----- | --------------------- | ------ | ------ | ------ | ------- |
| 1     | США (USA)             | 3      | 0      | 0      | 3       |
| 2     | Австралія (AUS)       | 1      | 0      | 0      | 1       |
| 3     | Іспанія (ESP)         | 0      | 2      | 1      | 3       |
| 4     | Чехія (CZE)           | 0      | 1      | 1      | 2       |
| 5     | Велика Британія (GBR) | 0      | 1      | 0      | 1       |
| 6     | Німеччина (GER)       | 0      | 0      | 1      | 1       |
| 6     | Індія (IND)           | 0      | 0      | 1      | 1       |

### Медалісти
| Дисципліна                 | Золото                                      | Срібло                                  | Бронза                                             |
| -------------------------- | ------------------------------------------- | --------------------------------------- | -------------------------------------------------- |
| Чоловіки. Одиночний розряд | Андре Агассі · США                          | Серхі Бругера · Іспанія                 | Леандер Паес · Індія                               |
| Чоловіки. Парний розряд    | Тодд Вудбрідж · Марк Вудфорд · Австралія    | Ніл Брод · Тім Генман · Велика Британія | Марк-Кевін Гелльнер · Давід Пріносіл · Німеччина   |
| Жінки. Одиночний розряд    | Ліндсі Девенпорт · США                      | Аранча Санчес Вікаріо · Іспанія         | Яна Новотна · Чехія                                |
| Жінки. Парний розряд       | Джиджі Фернандес · Мері Джо Фернандес · США | Яна Новотна · Гелена Сукова · Чехія     | Кончіта Мартінес · Аранча Санчес Вікаріо · Іспанія |